# Pracht-Kieleidechse
Die Pracht-Kieleidechse (Algyroides nigropunctatus) ist eine Reptilien-Art aus der Familie der Echte Eidechsen (Lacertidae) und der Gattung der Kieleidechsen (Algyroides).

## Merkmale
Die schlanke hochköpfige Eidechse hat große gekielte Rückenschuppen und einen langen Schwanz. Der Rücken ist zimtbraun bis dunkelbraun gefärbt und hat keine schwarzen Flecken. Kehle und Hals sind beim Männchen tiefblau. Der orangerote Bauch hat oft eine gelbe Mittelzone, während die Bauchrandschilder teilweise blau sind. Das kleinere Weibchen hat einen gelbgrünlichen bis blass orangefarbenen Bauch. Die Gesamtlänge der Eidechse beträgt 18 bis 21 Zentimeter.

## Verbreitung
Die Pracht-Kieleidechse ist in den Küstengebieten von Norditalien bis Westgriechenland und auf den Ionischen Inseln zu finden.

## Lebensweise
Die Männchen bilden kleine Reviere, die sie verteidigen. Die Weibchen legen zweimal im Jahr zwei bis drei Eier ab. Die Pracht-Kieleidechsen ernähren sich von Insekten, Spinnen, Würmer und Asseln.